# Isolaccio-di-Fiumorbo
Isolaccio-di-Fiumorbo är en kommun i departementet Haute-Corse på ön Korsika i Frankrike. Kommunen ligger i kantonen Prunelli-di-Fiumorbo som tillhör arrondissementet Corte. År 2022 hade Isolaccio-di-Fiumorbo 332 invånare.

## Befolkningsutveckling
Antalet invånare i kommunen Isolaccio-di-Fiumorbo
Referens:INSEE